# William Ronald
Pour les articles homonymes, voir Ronald.
William Ronald, né Smith, (né le 13 août 1926 à Stratford et mort le 9 février 1998 à Toronto) est un peintre contemporain et journaliste canadien[réf. souhaitée].
Il est le frère du peintre John Meredith.

## Biographie
William Ronald naît à Startford en 1926. 
En 1951, il est diplômé du College of Art d'Ontario 
En 1953, il fonde le premier groupe de peintres abstraits canadiens appelé Painters Eleven incluant notamment Jack Bush, Harold Town (en) et Kazuo Nakamura (en). 
En 1955, il s'installe à New-York où sa carrière explose et où ces œuvres se retrouvent dans de nombreuses collectons. 
Il meurt le 9 février 1998 à Toronto. 

## Musées et collections publiques
- Banque d'art du Conseil des arts du Canada[3]
- Museum London[4]
- Musée des beaux-arts du Canada[5]
- Musée national des beaux-arts du Québec[6]